# Hermann Wolf (Landrat)
 Hermann Wolf (* 22. Juli 1871 in Rheydt; † 28. Juli 1953 in Niedernhausen) war ein deutscher Landrat.

## Leben
Nach dem Abitur am Gymnasium Kleve im Jahre 1892 studierte Hermann Wolf Rechts- und Staatswissenschaften an den Universitäten Freiburg, Genf, Berlin und Bonn. Im August 1895 folgte die erste juristische Staatsprüfung am Oberlandesgericht Köln. Während seines Referendariats war er beim Amtsgericht Rheydt, Landgericht Düsseldorf und bei der Staatsanwaltschaft Flensburg tätig. Nach einem Aufenthalt in London und Paris – er wollte einen Einblick in den internationalen Handel gewinnen – nahm er ein sechswöchiges Praktikum in einem Bremer Exporthaus auf.
An der Friedrich-Alexander-Universität Erlangen-Nürnberg promovierte er 1896 mit der Dissertation Die strafrechtliche Haftbarkeit der Aerzte zum Dr. jur. und legte nach einer Tätigkeit als Referendar bei den Regierungen in Düsseldorf und Wiesbaden am 9. März 1901 das Große juristische Staatsexamen ab. Als Regierungsassessor wurde er  dem Kreis Schlawe in Hinterpommern zur Hilfeleistung überwiesen und kam im Juli 1904 zur Regierung Münster.
Im Dezember 1908 wurde er mit der kommissarischen Leitung des Landratsamtes Sulingen beauftragt und am 23. Juni 1909 zum Landrat des Kreises Sulingen ernannt. Dort blieb er bis zum 28. Juni 1917, als er mit der kommissarischen Verwaltung des Landratsamtes des Kreises Witzenhausen beauftragt wurde. Diese Funktion übte er bis 1919 aus.